# Вонгри (гміна Рогув)
Вонгри (пол. Wągry) — село в Польщі, у гміні Рогув Бжезінського повіту Лодзинського воєводства.
Населення — 447 осіб (2011).
У 1975-1998 роках село належало до Скерневицького воєводства.

## Демографія
Демографічна структура станом на 31 березня 2011 року:
|          | Загалом | Допрацездатний вік | Працездатний вік | Постпрацездатний вік |
| -------- | ------- | ------------------ | ---------------- | -------------------- |
| Чоловіки | 215     | 41                 | 159              | 15                   |
| Жінки    | 232     | 41                 | 131              | 60                   |
| Разом    | 447     | 82                 | 290              | 75                   |